# Ariège
Ariège är ett franskt departement i regionen Occitanien, vid gränsen mot Spanien och Andorra i södra Frankrike. Namnet kommer från floden Ariège som rinner genom området. Huvudort är Foix. 
I den tidigare regionindelningen som gällde fram till 2015 tillhörde Ariège regionen Midi-Pyrénées. 

## Geografi
Ariège är en del av regionen Occitanien och gränsar till departementen Haute-Garonne, Aude och Pyrénées-Orientales, samt till Andorra och Spanien i söder. Landskapet domineras av bergskedjan Pyrenéerna med upp till 3000 meter höga bergstoppar.

## Turism och utomhusaktiviteter
I Arièges bergsområden finns flera alpina skidorter, de tre största är Ax-Bonascre, Les Monts D'Olmes och Guzet. I området finns även en mängd vandringsleder, samt flera sötvattensjöar med aktiviteter som fiske och kanotfärder. I Arièges dalar, speciellt vid gränsen mot Spanien, finns många genuina småstäder och pittoreska byar som drar till sig många turister.